# Melozitna
La rivière Melozitna est un cours d'eau d'Alaska, aux États-Unis située dans la  région de recensement de Yukon-Koyukuk. C'est un affluent  du fleuve Yukon.

## Description
Longue de 135 milles (217 km), elle coule en direction du sud-ouest et se jette dans le fleuve Yukon, à 2 milles (3 km) au nord-est de Ruby.
Son nom indien a été référencé en 1867. Il s'agirait de la même rivière que le cours d'eau nommé Reka Molekofitna par Lavrenti Zagoskine en 1842-1844.

## Affluent
- Little Melozitna : longue de 38 milles (61 km), elle coule en direction du nord-est pour rejoindre la rivière Melozitna.

## Sources
- (en) « Melozitna », Geographic Names Information System